# 行路集
行路集，中国作家零凝创作，由山西出版传媒集团于2014年10月正式出版，ISBN 978-7-5378-4200-6，CIP核准号:2014214240 
，并在全国发行。

## 相关连结
1. 作家零凝文集 （页面存档备份，存于）
2. 零凝的BLOG （页面存档备份，存于）